# 习李体制
习李体制是与中国共产党和中华人民共和国的第五代中央領導集體相关的政治术语。习李体制原指中共中央总书记习近平和担任国务院总理初期的李克强两人共同执政的政治体制，承接被称为胡温体制的第四代中央領導集體。
后来，伴随着习近平摒弃集体领导制度和建立个人集权统治，同时身為自由派和改革派的李克强不支持习近平终结改革开放的政策而权力被架空。自2022年中共二十大开始李强的破格晋升并在2023年接替李克强的国务院总理职位，该词的涵义亦出现延伸，可指代整个李克强执政时期（“习近平－李克强体制”），亦可包含随后的李强执政时期（“习近平－李强体制”）。

## 形成背景
“习李体制”一词的使用是在中国共产党和中华人民共和国的主要领导者换届时开始的，与“胡温体制”一词具有承接关系。在胡锦涛执掌权力期间，其并未获得“领导核心”称号，在官方提及中央第四代领导集体时，会使用“以胡锦涛同志为总书记的中央领导集体”，而非使用“核心”一词。在被称为“九龙治水”的集体领导时代，身为中共中央总书记的胡锦涛个人权力受限，而胡锦涛与党内排名第三的温家宝关系融洽，因此担任国务院总理的温家宝作为政府首脑在此期间更具实权，外界也通常将两人相提并论，形容为“胡温体制” 。
2007年10月22日，时年54岁的习近平和时年52岁的李克强在中共十七届一中全会上越级当选中共中央政治局常委，随后在2008年3月举行的十一届全国人大一次会议上二人分别当选国家副主席和排名第一的国务院副总理。2010年10月习近平沿袭胡锦涛的接班方式，在中共十七届五中全会上被增补为中共中央军委副主席；李克强则兼任国务院党组副书记、中央财经领导小组成员，并负责政府多项重要工作；加上两位领导人外访的规格均达到国家元首和政府首脑级别，因此「习李体制」接替「胡温体制」 基本无悬念。
当时，两人形成的执政体系亦被称为「新一代」習李體制，含有习近平和李克强两人共同执政的意味。尽管存在某种程度上的主次之分，“习李体制”和“胡温体制”一样原本含有权力并行的意思，强调的都是总书记主管党务、军事和全局，总理则主管经济事务。这种体制的另一个特征是党政分开，总书记和总理分别在党务和政务上具有相应的最终决策权。
然而，在短短数年内习近平借反腐败运动集中权力，打击团派等政治派系，建立其「核心体制」，而李克强的地位和权力随之急剧下跌而变得边缘化，以致此时共产党的执政体制发生重大变化，有分析认为“习李体制”至此已结束。另有分析则将该词的概念扩大到习近平和李克强其后的执政时期，此时共产党的执政体制和此前的胡温体制相比已有明显转变。
随后在2023年3月的第十四届人大第一次会议第四次全体会议上，与习近平关系密切且没有国务院工作经验的李强接棒李克强成为新一届国务院总理，有分析认为“新时代”习李体制或新的习李体制形成，“习李体制”一词的涵义再次发生演变。此时“李”除了李克强外亦可指李强。

## 历史及演变

### 初步形成
自2012年至2013年，第四代中央领导集体向第五代中央领导集体过渡。2012年11月15日，在中共十八届一中全会上，习近平与李克强入选中共中央政治局常委（位列第一、第二），习近平接替胡锦涛任中共中央总书记和中共中央军委主席，外界认为“习李体制”形成。另外，中共第十八届中央政治局常务委员会委员人数精简为七名，除了连任的习李两人外，其他五位按序排列分别是：张德江、俞正声、刘云山、王岐山和张高丽。习近平和李克强也分别是第一个在1949年中华人民共和国成立后出生的中共中央总书记和国务院总理。
2013年3月14日，在第十二届全国人大第一次会议第四次全体会议上，习近平当选中华人民共和国主席和中华人民共和国中央军事委员会主席。李克强接替温家宝任中华人民共和国国务院总理。习近平和李克强分别在2013年12月和2014年1月的中共中央政治局会议上，出任中央全面深化改革领导小组和中央国家安全委员会的一把手和二把手。
习近平和李克强两人在2017年10月召开的中共十九大上以“全票”当选十九届中央委员，并于隨後的中共十九届一中全会上连任中央政治局常委，排名继续维持在党内首两位。

### 习李新政
习近平和李克强上任初期，中华人民共和国国内外均有出现使用“习李新政”来形容两人领导下的新一届领导班子的现象，显示出对当时刚上任不久的习近平和李克强两人施政的期待。有分析称当时的中国社会正值迫近一个新的历史转折点的时刻，而习近平、李克强两人几次重要亮相并传递重大信号，并提出具体的改革思路，比如摒弃GDP至上的思维模式、改变制度以治理腐败、从“经济建设型政府”向“公共服务型政府”转型等。“改革是中国最大的红利”即为李克强执政初期提出的口号，并有李克强经济学的叫法。

### “习近平核心”形成
随着反腐败工作的进行，习近平和王岐山两人的权力不断增加，后者先后担任中共中央纪律检查委员会书记和中华人民共和国副主席。在2016年10月中共十八届六中全会上，习近平被确立了中共中央领导核心的地位。其政治思想是习近平新时代中国特色社会主义思想。与此同时，伴随着习近平出任中央全面深化改革领导小组组长和中央国家安全委员会主席等新设立的重要职位，其权力明显扩张并渗透到了原属李克强掌控的国务院的各个领域。李克强的权力亦相应明显收窄，只剩下了一部分行政权限。中共中央的权力架构和运行机制至此出现了重大变化，已不能与之前的“胡温体制”同日而语。以习近平同志为核心的党中央被确立了一锤定音、定于一尊的权威，有分析称这标志着自邓小平时期发展的集体领导制度已经瓦解。

### 习李矛盾
随着习近平第二个总书记任期逐渐走向尾声，尤其是在中国大陆新冠肺炎疫情开始后，外界开始传出习近平和李克强之间不和的说法，并将李克强在国务院的种种发言判断为与习近平“公开唱反调”。例如在2020年，在习近平“动态清零”方针下，中国大陆新冠肺炎疫情初期提出“地摊经济”以期快速恢复经济秩序，但旋即被叫停，期间部分媒体例如法国国际广播甚至将李克强比作与其同姓的李鸿章，将其形容为“裱糊匠”“李中堂”等。以及李克强在同年的国务院记者会上声称“6亿中低收入及以下人群，他们平均每个月的收入也就1000元左右”，引发海内外热议。该说法也被认为是在唱衰习近平的脱贫攻坚工作，对中共所计划的在2021年全面建成小康社会的目标造成冲击。
在2020年8月的北斗三号开通仪式上，甚至出现了不给出席人员为李克强鼓掌的机会让李克强公开出糗的尴尬局面，甚至发生习近平横眼蔑视李克强的情形，被解读为习李矛盾公开摆上台面。2022年，随着以习“坚持动态清零方针不动摇”为标志的过当疫情防控开始对国家经济以及政府公信力造成影响，外界开始出现习李矛盾加剧的看法，尤其是在临近二十大党组织换届期间，习李矛盾的激化、公开化甚至造成了诸如“习下李上”之类的政治谣言。
2022年10月23日，在中共二十届一中全会上，李克强的中共中央政治局常委第二位名次由李强所取代，仅次于习近平。

### 李强主政

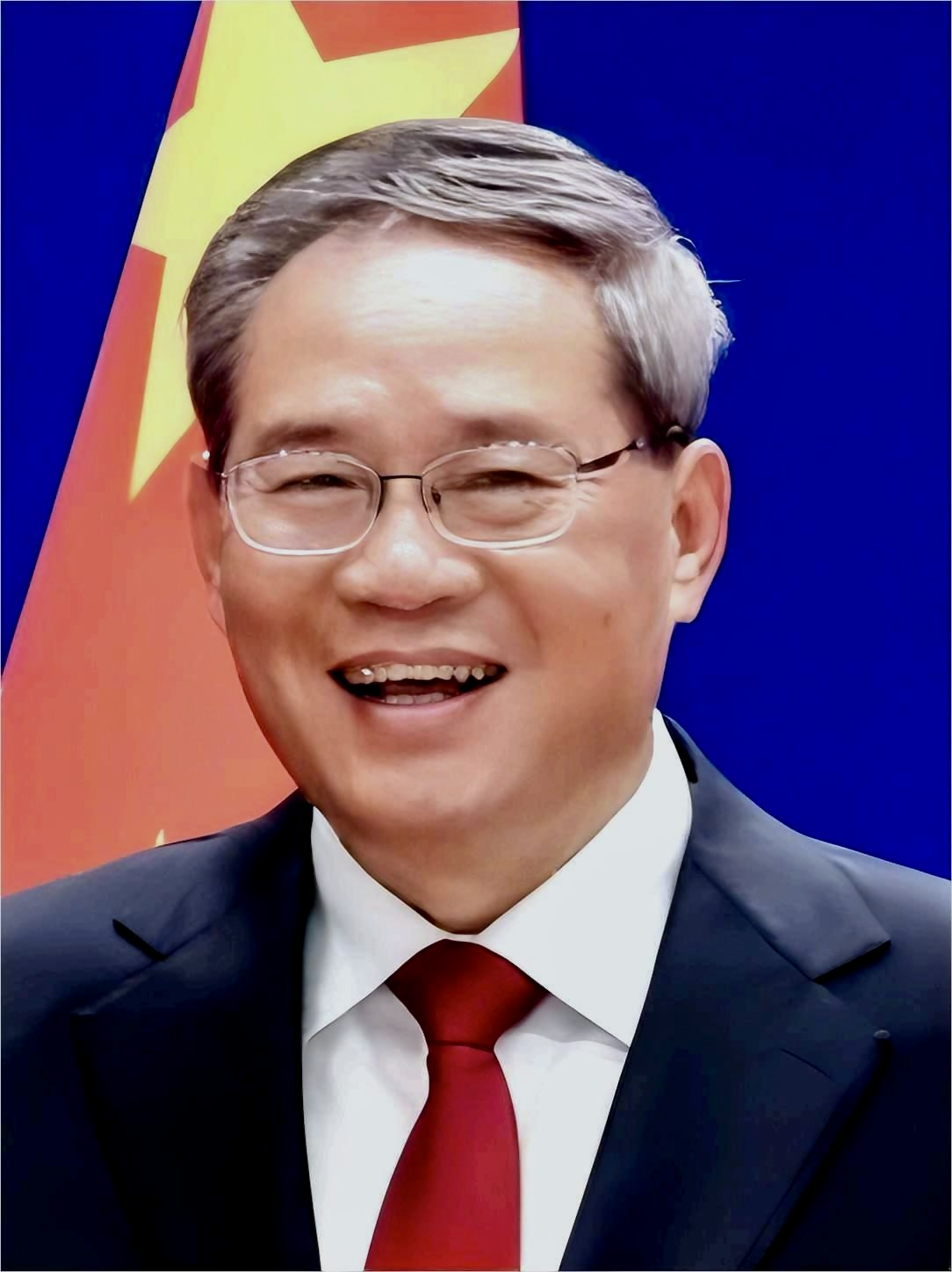
2023年就任总理的李强

随着习近平打破既有惯例续任其总书记的第三个任期，在中共二十届一中全会上，李克强并未继续留任政治局常委，引发外界对其未来职务的猜测。同时，从无国务院副总理资历且没有中央或国家机关工作经验，但与习近平有多年共事经历的的李强，被破格从中央政治局委员兼上海市委书记提拔为排名第二的中央政治局常委，并逐渐接替李克强作为党和国家领导人的权力（如中央应对新型冠状病毒感染疫情工作领导小组组长等）。2023年3月10日，十四届全国人大一次会议上，习近平以全票再次连任中华人民共和国主席，是首位任期超过10年的国家主席，任期超越毛泽东在内的历任国家主席。3月11日，李强被任命为国务院总理，标志着李克强正式“裸退”以及新一届领导班子的形成。
至此，“习近平－李克强体制”为“习近平－李强体制”所取代。有分析将此次换代描述为“新时代”习李体制（或“习李体制”新时代）的开启，也有将其称为新的“习李体制”、另一个“习李体制”等。

## 分工
在第十八、十九届中共中央期间，中国共产党党内主要包括下列机构，主要由习近平和李克强领导。
| 党内机构                   | 主席/主任 | 副主席/副主任        | 成立      |
| -------------------------- | --------- | -------------------- | --------- |
| 中央国家安全委员会         | 习近平    | 李克强 栗战书        | 2014年1月 |
| 中央全面深化改革委员会     | 习近平    | 李克强 王沪宁 韩 正  | 2018年3月 |
| 中央财经委员会             | 习近平    | 李克强               | 2018年3月 |
| 中央外事工作委员会         | 习近平    | 李克强               | 2018年3月 |
| 中央全面依法治国委员会     | 习近平    | 李克强 栗战书 王沪宁 | 2018年3月 |
| 中央审计委员会             | 习近平    | 李克强 赵乐际        | 2018年3月 |
| 中央网络安全和信息化委员会 | 习近平    | 李克强 王沪宁        | 2018年3月 |
| 中央军民融合发展委员会     | 习近平    | 李克强 王沪宁        | 2017年1月 |
| 中央机构编制委员会         | 李克强    | 王沪宁               | 1991年    |
| 国家国防动员委员会         | 李克强    | 肖捷 魏凤和          | 1994年    |
| 国家能源委员会             | 李克强    | 韩正                 | 2010年1月 |

在中共二十届一中全会后，李克强所担任的职务（如国务院总理、中央机构编制委员会主任等）逐渐为李强所取代，李强还从2023年11月起兼任了新设机构中央金融委员会的主任。

## 突发事件
从2019年末起，新型冠状病毒疫情开始在中国大陆出现，并于2020年初开始向其他国家和地区蔓延。在中共中央政治局常委会的指挥下，2020年1月，中央应对新型冠状病毒感染疫情工作领导小组成立，李克强任组长，直至中共二十大召开后。2022年底，该小组的工作开始由李强接管，疫情防控政策也开始从动态清零向“乙类乙管”过渡。

## 经济科技

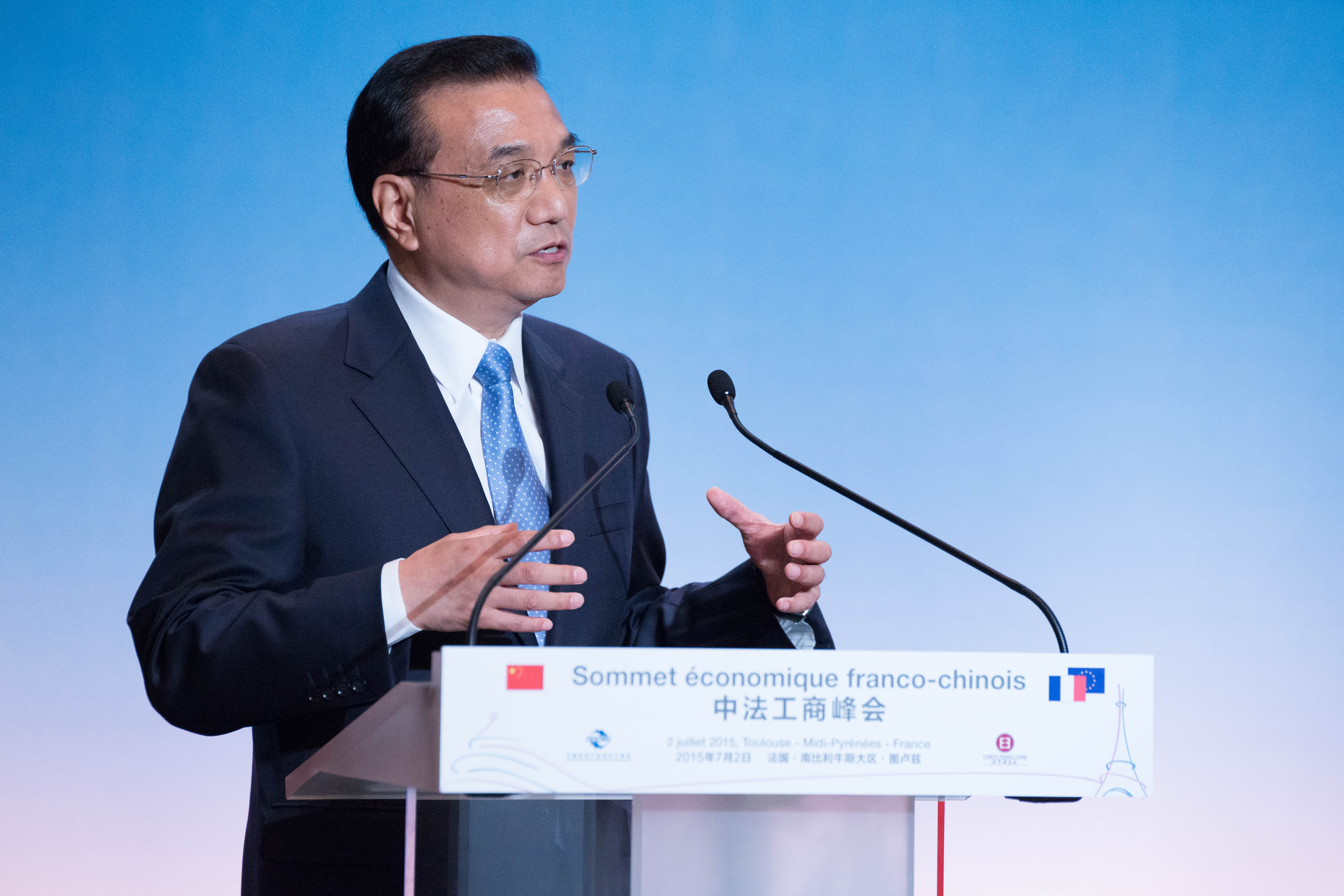
2015年李克强在中法商务论坛上发表演说

李克强政府致力于实施去杠杆化，经济再平衡，简政放权的李克强经济学。同时软化过去“发展就是硬道理”的态度，提出“新常态”，对GDP等经济数据容忍度变高。新政初期，李克强总理试图实践“释放改革红利”的概念，推进上海自贸区的成立及政策松绑，但是在接近成立1周年时，自贸区负责人戴海波被免，政策改革同时也延后，部分评论认为习李政府在改革上遇到了挫折，变得更加谨慎。
中共十八届四中全会召开后，李克强在国务院常务会议提出创新投资与融资机制，引入社会资本参与水电、核电、网络接入、民用空间设施、铁路、航运、机场、供水供热、污水垃圾处理、公共交通、农业、水利、环境监测、等教育、医疗、养老、体育健身和文化设施等项目的投资，推广政府与社会资本合作（PPP）模式。
中国政府发动了一系列的反垄断调查，针对奔驰、微软、高通等公司开出了多项大额罚单。
2015年，在人民日报等官媒积极唱多的背景下，A股快速升温，最后在6月崩盘，全盘连续跌停。

### 能源

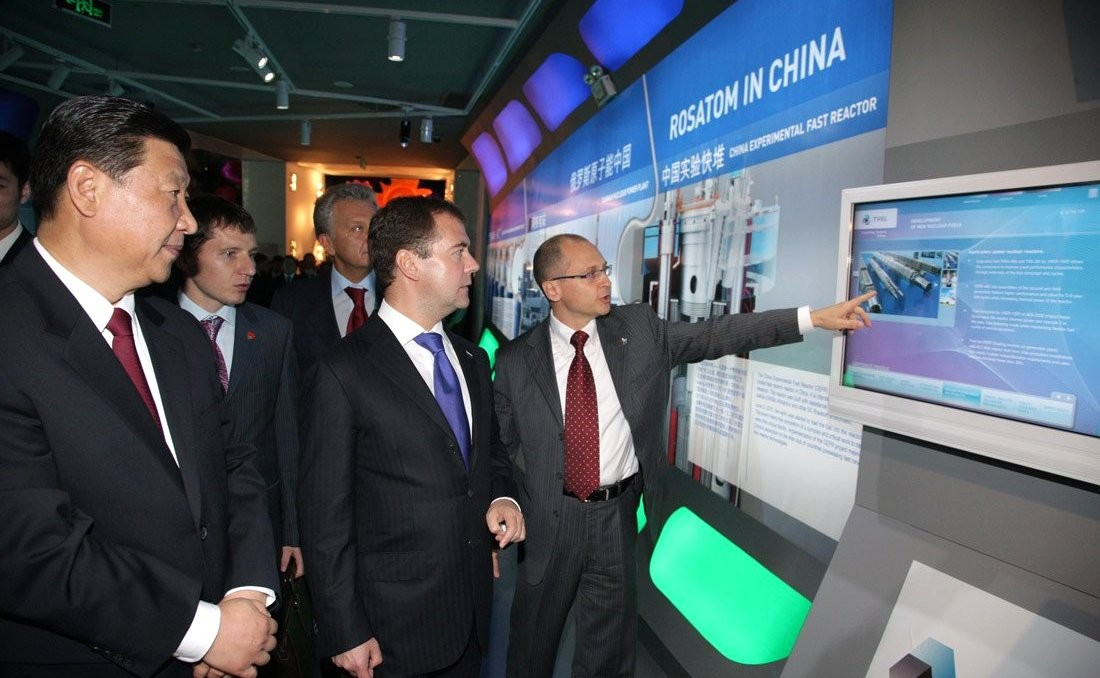
2010年时任国家副主席習近平與俄羅斯核能企業負責人會面

2014年，中央財經領導小組組長習近平6月13日主持召開中央財經領導小組第六次會議，研究中國能源安全戰略。習近平就推動能源生產和消費革命提出五點要求：第一，推動能源消費革命，抑制不合理能源消費。第二，推動能源供給革命，建立多元供應體系。第三，推動能源技術革命，帶動產業升級。第四，推動能源體制革命，打通能源發展快車道。第五，全方位加強國際合作，實現開放條件下能源安全。

## 法治
2012年12月，习近平在在首都各界纪念现行《宪法》（八二宪法）公布施行三十周年大会上表示：“我们要坚持党总揽全局、协调各方的领导核心作用，坚持依法治国基本方略和依法执政基本方式，善于使党的主张通过法定程序成为国家意志，善于使党组织推荐的人选成为国家政权机关的领导人员，善于通过国家政权机关实施党对国家和社会的领导，支持国家权力机关、行政机关、审判机关、检察机关依照宪法和法律独立负责、协调一致地开展工作。各级党组织和党员领导干部要带头厉行法治，不断提高依法执政能力和水平，不断推进各项治国理政活动的制度化、法律化。”
2014年1月，习近平在中央政法工作会议上表示党的政策和国家法律“都是人民根本意志的反映，在本质上是一致的”，提出党的政策是国家法律的先导和指引，是立法的依据和执法司法的重要指导。主张“要善于通过法定程序使党的主张成为国家意志、形成法律，通过法律保障党的政策有效实施，确保党发挥总揽全局、协调各方的领导核心作用。”“党的政策成为国家法律后，实施法律就是贯彻党的意志，依法办事就是执行党的政策。”

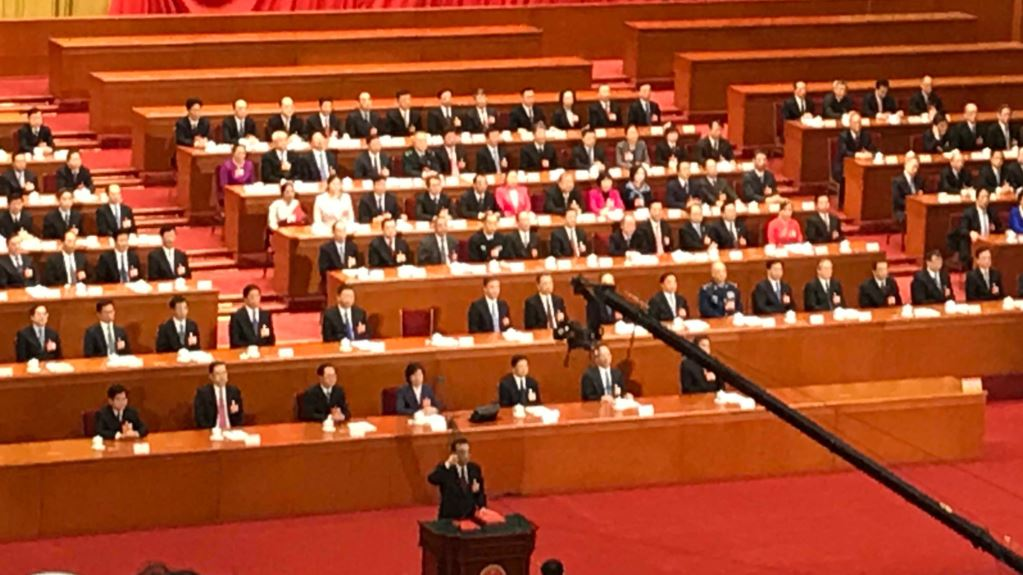
2018年，李克强在人民大会堂进行宪法宣誓

2014年2月，习近平在十八届中央政治局第十三次集体学习时表示西方国家的价值理念保持稳定性和持续性，“其中一个重要原因就是他们的制度设计、政策法规制定、司法行政行为等都置于核心价值理念的统摄之下。”提出“要把社会主义核心价值观的要求转化为具有刚性约束力的法律规定，用法律来推动核心价值观建设。各种社会管理要承担起倡导社会主义核心价值观的责任，注重在日常管理中体现价值导向，使符合核心价值观的行为得到鼓励、违背核心价值观的行为受到制约。”
习近平、李克强有意推动包含司法独立等原则的司法改革。中共十八届四中全会召开后强调依法治国方针，提出以“依宪治国”为先。习近平在中共十九大报告中，宣布成立中央全面依法治国领导小组。
2018年1月18日至19日，中共十九届二中全会召开，全会审议通过《中国共产党中央委员会关于修改宪法部分内容的建议》，提議将科学发展观和习近平新时代中国特色社会主义思想加入宪法序言、将國家主席、國家副主席的每届任期改为同全国人民代表大会每届任期相同（即刪除连任一次的限制），并添加与监察委员会相关的内容。

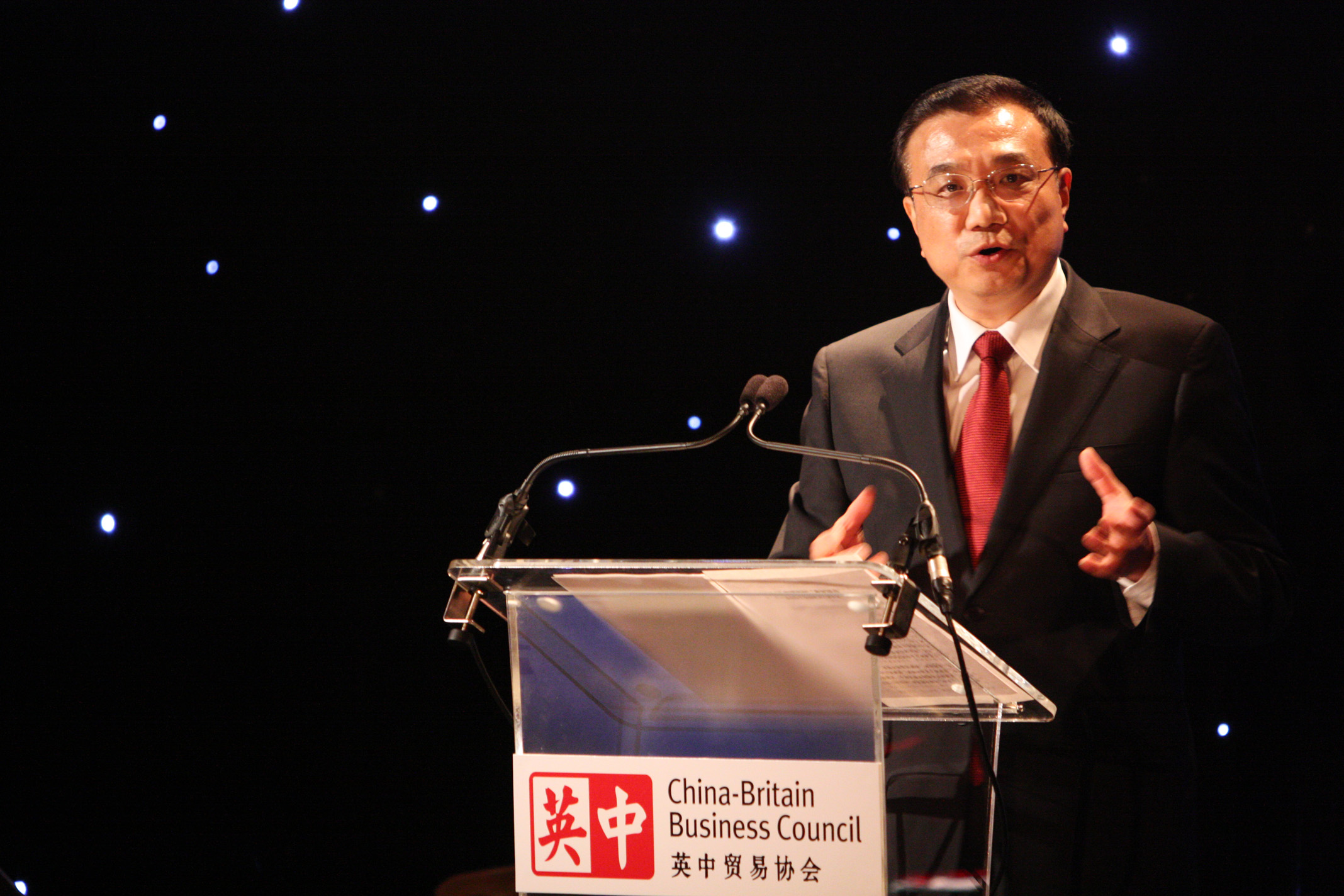
2011年李克强在英国出席英中贸易协会晚宴并发表演讲

## 外交
习李政府倾向于使用比自改革开放以来更为积极、高调与强硬的外交政策，被部分人士認為是拋棄了鄧小平定下的韜光養晦政策。儘管频繁使用正式的军队做出动作，但是对公民自发游行示威，宣示主权不予鼓励。在防空识别区和海上钻井平台部署等强硬行为后，习政府转为尝试较柔性的丝路基金、一带一路、亚洲基础设施投资银行等政策，并在亚投行上取得了国际支持。
习近平的外交政策中繼續倡导中共建政以來的和平共处五项原则，还设立了“和平共处五项原则友谊奖”和“和平共处五项原则卓越奖学金”两个奖项。
2013年習近平在哈萨克斯坦纳扎尔巴耶夫大学作重要演讲时提出「絲綢之路經濟帶」，即沿著陸上絲綢之路，發展中華人民共和國和這些國家和地区的经济合作伙伴关係，計劃加強沿路的基礎建設，也計劃消化中國過剩的產能，並帶動西部地區的開發。
随后，在海域问题上，习李政府开始填海造岛，建设机场，雷达，灯塔等设施，强硬的针对南海周围国家宣示主权。2016年7月根据菲律宾的请求，常设仲裁法院作出裁决，支持菲律宾的意见，对中方提出的历史权利等全部声明予以否決。
在韩国部署萨德系统后，中国政府突然调转方向，将原本亲密的中韩关系迅速降温，对韩国采取以经济为主要手段的报复行动，针对韩国娱乐业和萨德用地相关的乐天集团，开动宣传机器，实施了广泛的抵制。 随后韩国表示向WTO提交调查请求，随后美国议员尝试提交动议，呼吁中国停止恐吓韩国，回到朝核问题本身。

## 港台政策

### 香港
在香港方面，习李政府依舊強調保持香港高度自治。然而，在此期間，全国人大常委会8月决定香港特别行政区行政长官须符合“爱国爱港”以及《香港特别行政区基本法》要求的行政长官候选人引发占领中环运动。其后劉雲山对占中保持严厉的舆论镇压，其掌控的中宣部屬下的人民日报连续发社论攻击运动的动机和参与人员，各个新闻报道的网络评论也保持严格的审核，并只展出事先准备好的网评员评论。10月，中国政府逮捕对占中做出报道的德国《时代》周报记者。

## 人权
2012年2月14日，習近平于华盛顿特區出席举欢迎午宴演讲时谈到人权问题时说：“改革开放30多年来，中華人民共和國人权事业取得了有目共睹的巨大成就，但在人权问题上没有最好，只有更好。中華人民共和國人口眾多，区域差异大，发展不平衡，在进一步改善民生和人权状况方面，还面临不少的挑战，中華人民共和國政府将继续从本国国情出发，坚持以人为本，始终把人民愿望和要求放在心上，采取切实有效的政策措施，大力促进社会公平、正义与和谐，推动中国人权事业不断取得新的进展。”
2013年5月3日世界新聞自由日，習近平取代胡錦濤，西方的“無國界記者”将他列入“新聞自由公敵榜”其中。無國界記者组织发表聲明，“習近平接替胡錦濤成為中國最高領導人後，中國對新聞自由和言論自由的打壓並沒有因為此而有所變化”。

## 國家安全
2014年1月24日，中共中央政治局召開會議，研究決定中央國家安全委員會設置。會議決定，中央國家安全委員會由中共中央總書記習近平任主席，中央政治局常委李克強、張德江任副主席，中央辦公廳主任栗戰書兼任國安委辦公室主任，下設常務委員和委員若干名。
2014年4月15日，中央國家安全委員會主席習近平主持召開中央國家安全委員會第一次會議並發表重要講話。他強調，要準確把握國家安全形勢變化新特點新趨勢，堅持總體國家安全觀，以人民安全为宗旨，以政治安全为根本，以经济安全为基础，以军事、文化、社会安全为保障，以促进国际安全为依托，走出一條中國特色國家安全道路。中央國家安全委員會副主席李克強、張德江出席會議。習近平在講話中指出，增強憂患意識，做到居安思危，是我們治黨治國必須始終堅持的一個重大原則。我們黨要鞏固執政地位，要團結帶領人民堅持和發展中國特色社會主義，保證國家安全是頭等大事。

### 网络安全
2014年2月27日，中央网络安全和信息化领导小组是中国共产党于十八届三中全会后的2014年2月27日成立的一个建设和发展网络的领导小组，旨在提高网络安全和信息化战略使拥有6亿网民的中國從网络大国加速成為网络强国。习近平作为组长在第一次会议上发表重要讲话强调网络安全和信息化是“事关国家安全和国家发展、事关广大人民群众工作生活的重大战略问题”，要“从国际国内大势出发，总体布局，统筹各方，创新发展，努力把我国建设成为网络强国”。把网络安全和信息化比作“一体之两翼、驱动之双轮”，必须“统一谋划、统一部署、统一推进、统一实施”。要创新改进网上宣传，运用网络传播规律，弘扬主旋律，激发正能量，大力培育和践行社会主义核心价值观，把握好网上舆论引导的时、度、效。还提出“没有网络安全就没有国家安全，没有信息化就没有现代化”。

### 亚洲新型安全观
2014年5月21日，习近平在亚洲相互协作与信任措施会议提出，亚洲的事情归根结底要靠亚洲人民来办，亚洲的问题归根结底要靠亚洲人民来处理，亚洲的安全归根结底要靠亚洲人民来维护。这正是亚信精神的集中概括。以亚洲方式实现亚洲安全梦，实现亚洲的自立、自强，离不开世界的和平与发展。亚洲安全问题绝不限于亚洲，解决的思路也不局限于亚洲。

### 國家安全法
2015年7月，中華人民共和國通過了新的《國家安全法》。黃安偉在紐約時報上發表評論，認爲此舉是習近平想要加強中共統治的表現。此外，他還說，中華人民共和國還準備通過一部限制非政府組織的法律和一部《反恐法》。

## 评价

### 负面评价
外界广泛认为，在习李体制期间，由于习近平权力的不断集中，中共中央和国务院之间在管辖范围和权力上的既有平衡已被打破。外媒大致认为李克强为中共建政以来最弱势的总理，在其任期的大部分时间内并未如同预期般与习近平达成共治，且下一任总理，不论其人选为何，已不再具有重要性。因此，“习李体制”一词（若包含李克强执政后期）已不再具有从前“胡温体制”（或更早的“江李朱体制”）时期的意义。

## 争议

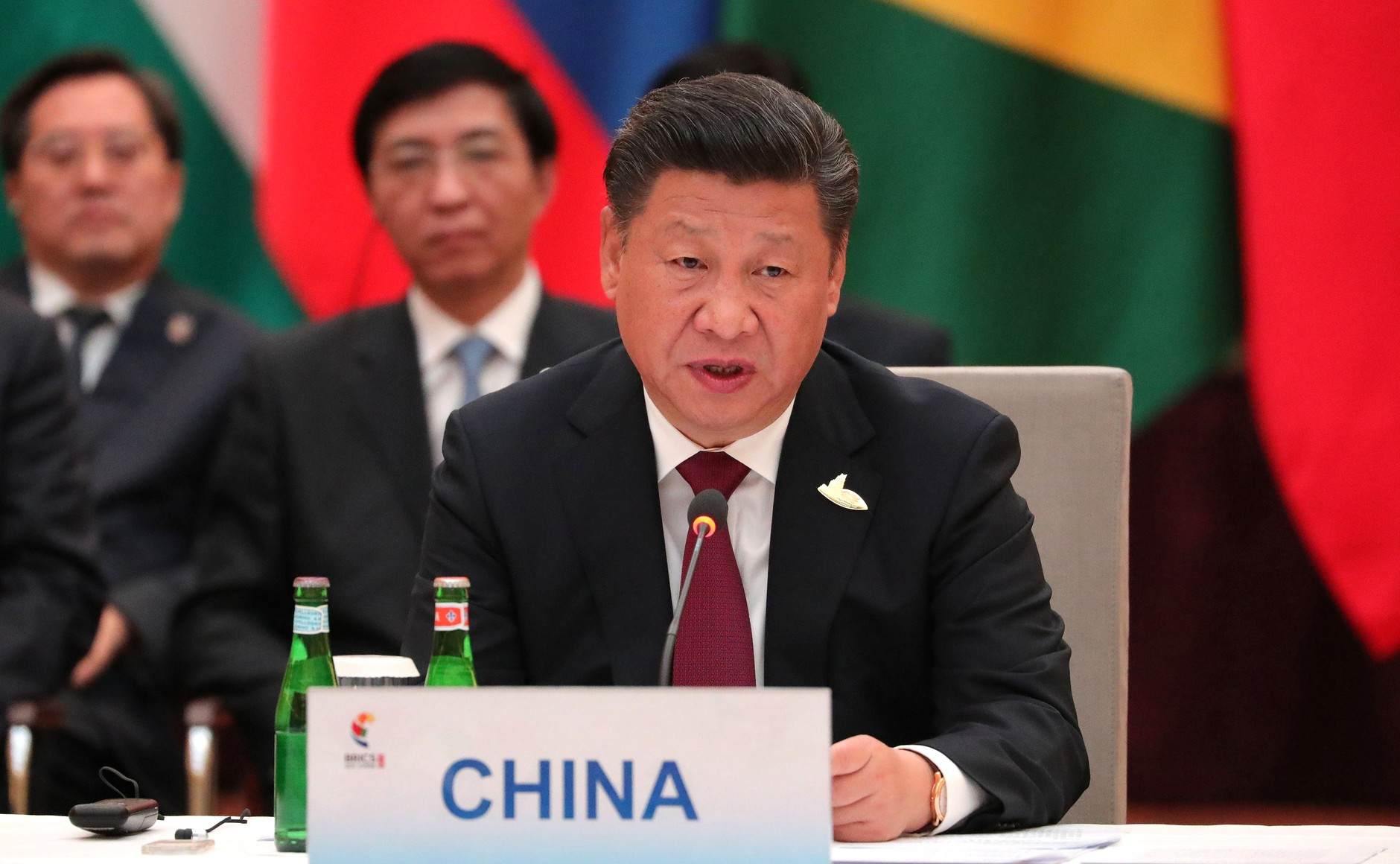
习近平第一任期期间，王沪宁常于习近平一同出席外事访问。图中习近平背后的人物为王沪宁

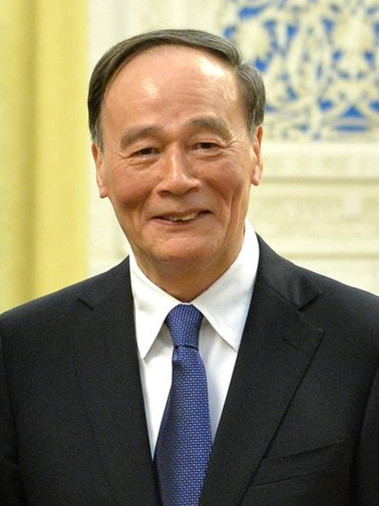
2016年的王岐山

- 有观点认为，类似胡温体制的“习李体制”没有实际存在性。不同于之前的江胡时期集体领导下，政府总理掌握有经济和社会民生等方面的实际权力。经过上任初期的过渡，习近平主政时期高层的各类实际权力完全掌握在党总书记手中，总理拥有的只是一部分行政权限。因此，习李体制一词的使用频率随之逐渐减少，取而代之的是“习核心体制”[64]。

- 也有政治评论家认为，随着习近平和王岐山两人权力的不断增加，尤其是在中共十八大期间担任中纪委书记的王岐山协助展开了一系列反贪腐运动，以及2018年王岐山在卸任中央政治局常委后仍当选中华人民共和国副主席，实际上在中共十八大之后只存在“习王体制”[65]。其中的王亦指王沪宁（习近平时代主要的意识形态沙皇）。王沪宁和王岐山分别是十八大以及其后除习近平外最具影响力的政治局常委之一[66]。
- 关于习李体制的定义以及其持续的时间亦有争议。有分析将李克强执政后期包含在“习李体制”之内，并认为其一直延伸到2023年李克强卸任，李强接棒李克强成为国务院总理后正式落幕。此处“习李体制”指整个“习近平－李克强体制”。但是另有分析则将李强执政后的“习近平－李强体制”亦称为“习李体制”，其中的李亦指李强。[67][9]